# SNCASE SE.116 Voltigeur
Le SE.116 Voltigeur est un projet d'avion militaire de la guerre froide conçu en France par la SNCASE (Sud-est Aviation). Il n'a jamais été produit.

## Conception
En 1954, l'armée de l'air émet un appel d'offres pour un appareil d'appui-feu et de liaison pour un avion de moins de 5 tonnes, pouvant voler à 400 km/h en vitesse de croisière sur 2 000 km et pouvant être armé de deux canons, de bombes, de roquettes, ou d'engins air-sol.
Le Sud-Aviation SE.117 Voltigeur était, avec le Dassault Spirale, un concurrent pour ce programme. Le SE.117 était un avion multirôle de 2 à 6 places armé de deux canons DEFA de 30 mm dans des nacelles de fuselage semi-externes. Les charges sous les ailes pourraient inclure une bombe de 454 kg (1000 livres) et deux bombes de 225 kg, 24 roquettes ou quatre missiles AS.11. Le pilote et le copilote/observateur étaient assis côte à côte dans un compartiment avant largement vitré, bien en avant de l'aile basse. Pour faciliter les opérations air-sol à basse altitude, de grands freins de plongée perforés ont été installés sur l'arrière du fuselage. Le premier prototype, le SE.116, a volé en décembre 1958, propulsé par une paire de moteurs à pistons Wright Cyclone R-1300 de 800 ch. Les versions de production auraient eu des turbopropulseurs Bastan. La vitesse maximale estimée du Voltigeur était de 445 km/h (380 km/h en croisière). Le taux de montée initial devait être de 816 m/min et le plafond de 9400 m. La portée dépassait 1 800 km/h et l'endurance était supérieure à 5 heures.
Dans un souci d’efficacité et d’économie, Dassault et Sud-Est décident d’unir leurs efforts pour produire un appareil en commun. Mais au second semestre de 1960, tout le programme est définitivement abandonné.